# Abuna Josef
Abuna Josef (Abune Josief Terara) to góra w północnej Etiopii, położona na wschód od miasta Gonder. Jej wysokość wynosi 4190 m n.p.m.